# Ichneumon tottor
Ichneumon tottor är en stekelart som beskrevs av Carl Peter Thunberg 1822. Ichneumon tottor ingår i släktet Ichneumon och familjen brokparasitsteklar. Inga underarter finns listade i Catalogue of Life.